# کونیگزگ آگرا
کونیگزگ آگرا (به انگلیسی: Koenigsegg Agera) خودرویی موتور وسط اسپورت تولید شده توسط شرکت سوئدی کونیگزگ است که از مارس ۲۰۱۱ تا ژوئیه ۲۰۱۸ تولید می‌شد. این خودرو جانشین کونیگزگ سی‌سی‌ایکس است. این خودرو توانست عنوان بهترین ابرخودروی سال را در سال ۲۰۱۰ از مجلهٔ  تاپ گیر  کسب کند.